# Cicindela formosa
Cicindela formosa este o specie de insecte coleoptere descrisă de Thomas Say în anul 1817. Cicindela formosa face parte din genul Cicindela, familia Carabidae.

## Subspecii
Această specie cuprinde următoarele subspecii:
- C. f. formosa
- C. f. generosa
- C. f. gibsoni
- C. f. manitoba
- C. f. pigmentosignata
- C. f. rutilovirescens